# William C. Dietz

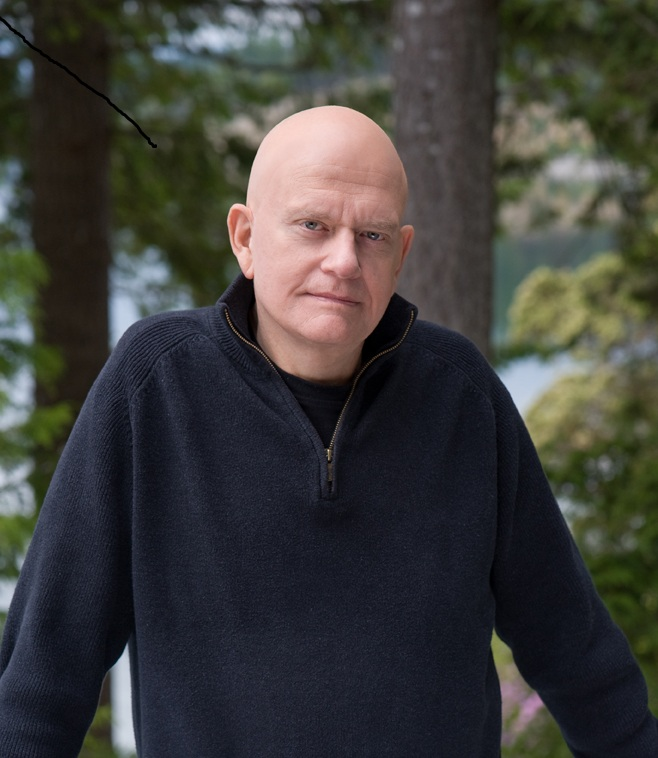
William C. Dietz 2011

William Corey Dietz (auch bekannt als W.C. Dietz) (* 1945) ist ein US-amerikanischer Autor.

## Leben und Werk
Dietz schrieb mehr als zwanzig Zukunftsromane. Er wuchs in der Nähe von Seattle auf, diente als Sanitäter im Navy- und Marinekorps, graduierte an der Universität von Washington, lebte für ein halbes Jahr in Afrika und bereiste alle sechs Kontinente. Er war OP-Techniker, College-Dozent, Reporter und Fernsehproduzent und für eine internationale Telefongesellschaft im Bereich Marketing und Public Relations tätig. Er ist verheiratet und lebt mit seiner Frau in Seattle, Washington, geht gerne auf Reisen, fährt Boot, schnorchelt und liest Bücher. Aufgrund seiner einschlägigen Erfahrungen im Militärdienst spezialisierte sich auf das Subgenre der Military-Science-Fiction. Er ist Mitglied der Science Fiction and Fantasy Writers of America als auch der International Association of Media Tie-in Writers ist. Dietz gilt als Schnellschreiber und wird aus diesem Grunde sehr gerne als Autor für Computerspiele gebucht.

## Werke

### Sam McCade
- War World / Galactic Bounty, 1986
- Imperial Bounty, 1988
- Alien Bounty, 1990
- McCade’s Bounty, 1990

### Crises of Empire
- Cluster Command, 1989 (mit David Drake)

### Corvan-Duology
- The Matrix Man, 1990
- Mars Prime, 1992

### Pik Lando
- Drifter, 1991
- Drifter’s Run, 1992
- Drifter’s War, 1992

### Sternenlegion – Legion of the Damned
- Der Auftrag, 2005, ISBN 3-453-52116-1, Legion of the Damned, 1993
- Angriff der Cyborgs, 2006, ISBN 3-453-52188-9, The Final Battle, 1995
- Die Revolte, 2006, ISBN 3-453-52117-X, By Blood Alone, 1999
- By Force of Arms, 2000
- For More Than Glory, 2003
- For Those Who Fell, 2004
- When Duty Calls, 2008
- A Fighting Chance, 2011

### Star Wars: Dark Forces
- Star Wars: Soldat des Imperiums, Soldier for the Empire, 1997 (mit Dean Williams)
- Rebel Agent, 1998 (mit Ezra Tucker)
- Jedi Knight, 1998 (mit Dave Dorman)

### Star Wars: Clone Wars
- Escape from Dagu, 2003

### Sauron-Duology
- Deathday, 2001
- Earthrise, 2002

### Halo
- Halo: Die Invasion, 2004, ISBN 3-833-21082-6, The Flood, 2003

### Jak Rebo
- Runner, 2005
- Logos Run, 2006

### Hitman
- Hitman: Der innere Feind, 2007, ISBN 3-833-21459-7, Enemy Within, 2007

### Starcraft
- Heaven’s Devils, 2010, ISBN 3-833-22048-1, Heaven’s Devils, 2009

### Empire-Duology
- At Empire’s Edge, 2009
- Bones of Empire, 2010

### Resistance
- Resistance: Ein Sturm zieht auf, 2009, ISBN 3-833-21934-3, The Gathering Storm, 2009

### Einzelromane
- Freehold, 1987
- Prison Planet, 1989
- Bodyguard, 1994
- Where the Ships Die, 1996
- Steelheart, 1998
- Snake Eye, 2007
- Mass Effect: Blendwerk, 2012, ISBN 978-3-8332-2443-0, Deception, 2012